# Rassegna internazionale d'arte G. B. Salvi
La Rassegna Premio internazionale d'arte contemporanea G. B. Salvi è una rassegna d'arte annuale che si svolge durante il periodo estivo a Sassoferrato.
Organizzata dal comune di Sassoferrato in collaborazione con la Regione Marche e l'Istituto internazionale di studi piceni, è intitolata al pittore Giovanni Battista Salvi, detto "Il Sassoferrato".

## Storia della rassegna
La rassegna nacque nel 1951 come "Premio di pittura G.B. Salvi" su iniziativa di un gruppo di cittadini, allo scopo di onorare la memoria di Salvi e di favorire la continuazione della tradizione pittorica locale. Nata come esposizione locale, assunse presto fama nazionale, diventando in breve tempo un importante punto di riferimento per molti artisti e critici.
Attorno al 1960, con il diffondersi del sentimento europeista, si decise di aprire la mostra agli artisti stranieri, dedicando loro una sezione denominata "Piccola Europa". Successivamente, la rassegna ha dimostrato attenzione all'evoluzione delle correnti artistiche, dedicando sale a movimenti d'arte contemporanea ormai storicizzati come la Pop art, la pittura metafisica, l'arte geometrica, la poesia visiva e altre importanti correnti artistiche. La partecipazione libera degli artisti delle prime edizioni è stata sostituita da una politica di attenta selezione al cambiamento dell'espressività dell'arte contemporanea. Nel 1991 si è stipulato un accordo di collaborazione fra l'Università degli Studi di Urbino e il Comune di Sassoferrato.
Nel 2000, il 50º anniversario della rassegna è stato celebrato con le mostre "Miró intimo" e "Picasso: Le ceramiche dei collezionisti".

## Artisti che hanno partecipato alla rassegna
- Getulio Alviani
- Gesine Arps (2004)
- Enrico Baj
- Vasco Bendini
- Vincenzo Bendinelli(1965 - 1966)
- Remo Brindisi (1967 - 1968 - 1972)
- Corrado Cagli (1967 - 1972)
- Giuseppe Capogrossi
- Enrico Castellani
- Pietro Consagra
- Antonio Corpora
- Enzo Cucchi
- Giorgio De Chirico (1968)
- Salvador Dalí
- Gino De Dominicis
- Fabio De Poli (1960 - 1969)
- Lucio Del Pezzo
- Jean Fautrier
- Lucio Fontana
- Mario Giacomelli
- Renato Guttuso (1967 - 1968)
- Omar Galliani[4] (2010)
- Bice Lazzari (1966)
- Julio Le Parc
- Sol LeWitt
- Antonio Ligabue (1968)
- Gino Marotta (1966)
- André Masson
- Roberto Matta
- Mario Merz
- Sante Monachesi (1952 - 1960 - 1968)
- Mattia Moreni
- Bruno Munari
- Zoran Mušič
- Venino Naldi (1964 - 1965 - 1966)
- Gastone Novelli
- Giorgio Orefice (1984 - 1987 - 1989 - 1992)
- Mimmo Paladino (1968)
- Vito Pancella
- Achille Perilli
- Arnaldo Pomodoro[5] (2001)
- Gisella Rossi (1995 - 1996 - 2007 - 2012)
- Mimmo Rotella
- Graham Sutherland
- Mario Schifano (1966 - 1968)
- Orfeo Tamburi (1962 - 1968 - 1972)
- Luca Tomassini (1996)
- Sandro Trotti (2013)
- Valeriano Trubbiani[6] (1959 - 1961 - 1962 - 2008)
- Walter Valentini[7] (1952 - 1967 - 1969 - 2002)
- Emilio Vedova
- Luigi Veronesi

## Museo MAM'S
Il 6 aprile 2014 è stato inaugurato nel seicentesco Palazzo degli Scalzi di Sassoferrato il Museo "Mondo arte Marche Sassoferrato" (MAM'S), nato dalla collezione di circa 4000 opere di artisti italiani e stranieri (fra cui Merz, Rotella, Schifano, Castellani, Vedova, Capogrossi, Jean Fautrier, Zoran Mušič e Graham Sutherland) raccolte dalla Rassegna dal secondo dopoguerra ad oggi. Si tratta di quella che è considerata la maggiore collezione di opere del secondo novecento esistente nelle Marche.
Nel museo è esposta anche tutta la documentazione storica legata alla nascita e all'evoluzione negli anni della manifestazione, compresi i cataloghi di ciascuna delle 63 edizioni, consultabili anche online nella versione digitale.